# Ravenshout
Ravenshout is de naam van een bedrijventerrein dat zich uitstrekt over de gemeenten Beringen, Tessenderlo en Ham in de Belgische provincie Limburg. Het is ingeklemd tussen het Albertkanaal en de autoweg E313. Ook wordt het terrein door goederenspoorlijn 218 ontsloten. Pijpleidingen transporteren ethyleen en vinylchloride.
Het 930 ha metende terrein is het op een na grootste van de provincie, en tevens het oudste geplande bedrijventerrein in deze provincie. De eerste bedrijven vestigden zich er in de jaren 60, hoewel Tessenderlo Chemie zich reeds in 1892 op deze locatie vestigde. Vele chemiebedrijven volgden, zoals Dow Chemical (polyethyleen, inmiddels gesloten), Borealis (polypropyleen), Electrabel, Hercules (fijnchemie: alkylketeendimeer) en Neste Oil (synthetische oliën). Andere grote bedrijven gevestigd in Ravenshout zijn onder meer Pittsburgh Corning Europe (glasisolatie), Panasonic (batterijen) en Pauli Paint (verven en coatings). Behalve vele multinationals zijn er ook vele tientallen kleine en middelgrote ondernemingen gevestigd.